# Paratylodiplax algoensis
Paratylodiplax algoensis is een krabbensoort uit de familie van de Camptandriidae. De wetenschappelijke naam van de soort is voor het eerst geldig gepubliceerd in 1954 door Barnard.